# توسعه به مثابه آزادی
توسعه به مثابه آزادی  یا توسعه یعنی آزادی (به انگلیسی: Development as Freedom) کتابی نوشته آمارتیا سن است که در سال ۱۹۹۹ منتشر شد. موضوع این کتاب توسعه بین‌المللی است.

## تاریخچه
این کتاب استدلال می‌کند که توسعهٔ اقتصادی مستلزم مجموعه ای آزادی هاست که بهم مرتبط هستند:
- آزادی‌های سیاسی و شفافیت در روابط بین مردم
- آزادی برخورداری از فرصت‌ها از جمله آزادی برای دسترسی به اعتبار مالی
- حفاظت مردم از فقر از طریق درآمد مکمل و کمک‌هزینه‌های بیکاری

در این کتاب فقدان حداقل یکی از اشکال آزادی به عنوان فقر محسوب می‌شود. سن نتیجه می‌گیرد که توسعهٔ واقعی تنها به معنای افزایش پایه درآمد یا افزایش میانگین سرانه درآمد نیست.
سن بازار آزاد را به عنوان یک روش ضروری برای دستیابی به آزادی می‌داند. این مسئله مورد انتقاد افرادی است که ادعا می‌کنند سرمایه‌داری—و به خصوص سرمایه‌داری نئو-لیبرال تقویت‌کنندهٔ فقدان آزادی است.

## به فارسی
این کتاب در ایران توسط نشر نی (با ترجمه محمدسعید نوری نایینی)   و همچنین توسط دانشگاه تهران (با ترجمه وحید محمودی)  در سال ۱۳۹۴ به چاپ رسیده‌است.